# Atractus darienensis
Atractus darienensis är en ormart som beskrevs av Myers 2003. Atractus darienensis ingår i släktet Atractus och familjen snokar. Inga underarter finns listade.
Arten förekommer i Panama. Honor lägger ägg.